# Ledouxius
Ledouxius is een geslacht van kevers uit de familie van de loopkevers (Carabidae). De wetenschappelijke naam van het geslacht werd voor het eerst geldig gepubliceerd in 1992 door Zamotajlov.

## Soorten
Het geslacht Ledouxius omvat de volgende soorten:
- Ledouxius kaganensis (Heinz & Ledoux, 1987)
- Ledouxius longulus (Ledoux, 1984)
- Ledouxius meurguesae (Ledoux, 1984)
- Ledouxius microcephalus (Ledoux, 1984)
- Ledouxius oblongus (Ledoux, 1984)
- Ledouxius umbilicatus (Ledoux, 1984)